# Cedusa lineata
Cedusa lineata är en insektsart som beskrevs av Caldwell 1944. Cedusa lineata ingår i släktet Cedusa och familjen Derbidae. Inga underarter finns listade i Catalogue of Life.